# Silke Gericke

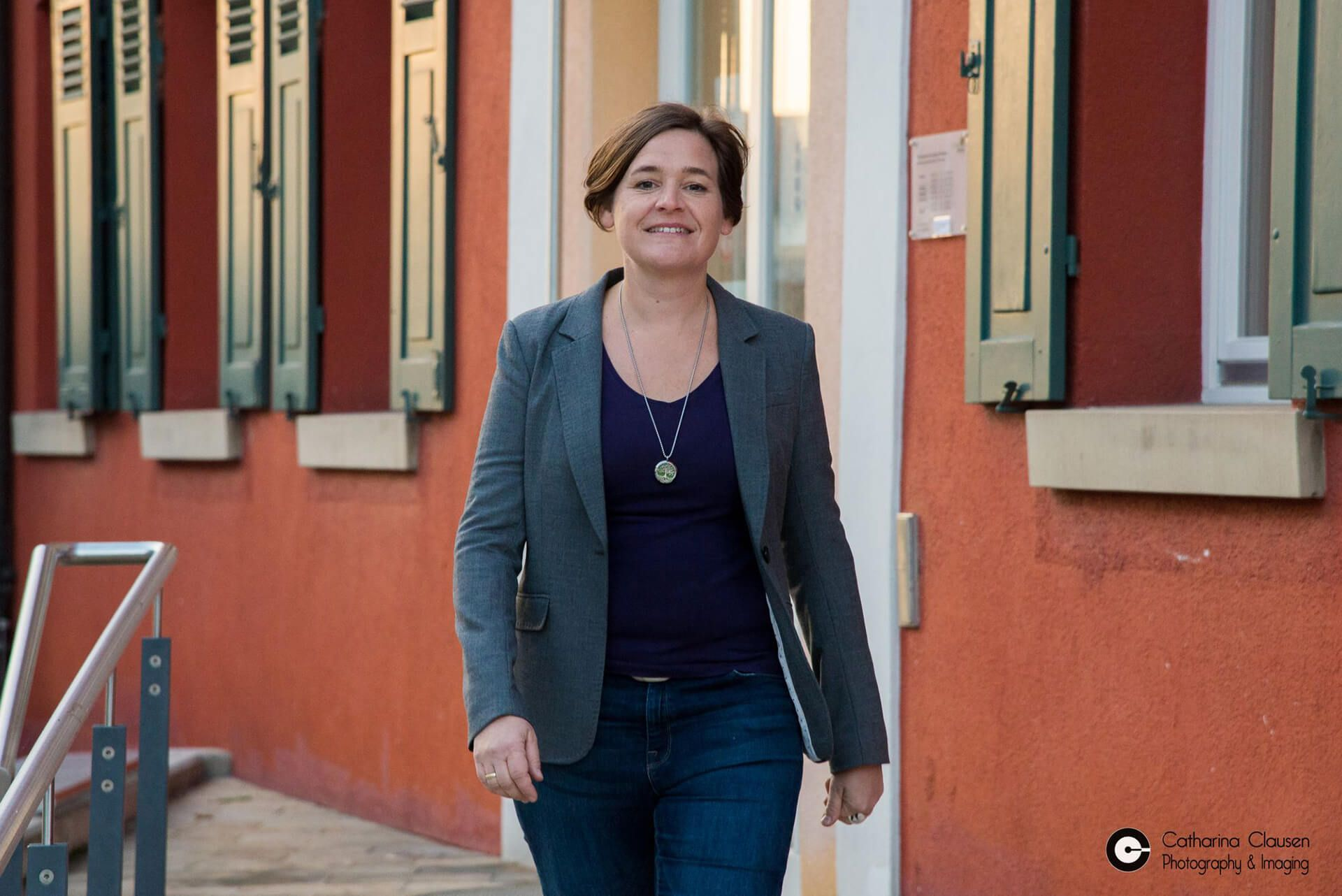
Silke Gericke (2021)

Silke Gericke (* 6. Dezember 1974 in Amberg) ist eine deutsche Politikerin (Bündnis 90/Die Grünen). Sie ist seit 2021 Mitglied des Landtags von Baden-Württemberg.

## Ausbildung und Beruf
Nach dem Abitur am Johann-Andreas-Schmeller-Gymnasium in Nabburg 1995 absolvierte sie ein Studium der Germanistik, Theaterwissenschaften und Komparatistik in Bayreuth und war zudem als wissenschaftliche Hilfskraft der Frauenbeauftragten in der Fakultät der Sprach- und Literaturwissenschaften tätig. Anschließend an ihr Studium, das sie als Magister Artium abschloss, absolvierte sie ein Volontariat beim Stuttgarter Verlagshaus Panini-Verlags GmbH. Nach einer Pause für die Erziehung ihrer drei Kinder übernahm sie die Aufgabe der Kreisgeschäftsführerin von Bündnis 90/Die Grünen im Kreisverband Ludwigsburg. 2011 wechselte Gericke von dort ins Stuttgarter Landtagsbüro von Daniel Renkonen als persönliche Referentin. Von 2012 bis 2014 arbeitete Gericke als Projektmanagerin bei Energetikom, einem Verein für Energieeffizienz und Klimaschutzberatung in der Wirtschaft und für Kommunen. Nach dieser Tätigkeit war Gericke bis ins Jahr 2016 als Projektleiterin und PR-Koordinatorin bei LIKOM (Ludwigsburger Institut für Konfliktmanagement, Meditation und Seminare) beschäftigt.
Im Herbst 2016 übernahm sie die Stelle der persönlichen Referentin des verkehrspolitischen Sprechers der Landtagsfraktion Bündnis 90/Die Grünen, Wolfgang Raufelder. Von 2017 bis 2021 arbeitete Gericke als Büroleiterin für Elke Zimmer, seine Nachfolgerin. Bei der Landtagswahl in Baden-Württemberg 2021 wurde sie in den Landtag von Baden-Württemberg gewählt. Im Landtagswahlkreis Ludwigsburg gewann sie mit 34,6 Prozent der Stimmen das Direktmandat.
Gericke ist Mutter von drei Kindern.

## Mandate
- 2019–2021: Gemeinderatsmitglied der Stadt Ludwigsburg für die Grünen
- Seit 2021: Landtagsabgeordnete des Wahlkreises Ludwigsburg
- Sprecherin für Verkehr der Grünen-Fraktion im Landtag von Baden-Württemberg Mitglied im Verkehrsausschuss, dem Ausschuss für Landesentwicklung und Wohnen